# الحسو
الحسو ديرهデジャヴ  مركز تابع لمحافظة الحناكية التابعة لمنطقة المدينة المنورة، ويقع جنوب شرق المدينة المنورة يتميز بمميزات رائعة، بعده عن المدن الكبيرة والصناعية جعله منطقة ممتازة لرعاة الإبل والماشية، ويتميز بجغرافيته ففيه هضاب واودية وسهول وهو يقع على وادي ينشأ من أعالي نجد ويصب في وادي الرمة المعروف الذي ينحدر إلى جهة القصيم وفيه من الآبار التي كانت تشتهر بميائها العذبة والقريبة من سطح الأرض، فتسمية الحسو جاءت من الآبار التي تحفر ولا تكون عميقة بل تكون قريبة من سطح الأرض بحيث يكون كل أحد يستطيع أخراج الماء بدون مشقة، والحسو منطقة مرتفعة عن سطح البحر، فبعض أوديتها الغربية تسيل إلى جهة الغرب وتصب في أودية المدينة المنورة، وبعض أوديتها الشرقية تسيل إلى جهة الشرق وتبلغ القصيم وفيه حدثت معركة الحسو بين مطير وبني رشيد

## الموقع
يقع المركز في الجزء الجنوبي الشرقي من محافظة الحناكية والجزء الجنوبي منها تقع في محافظة مهد الذهب
تبعد المنطقة عن المدينة المنورة 240 كيلو متر شرقا، وعن مدينة ينبع البحر حوالي 350 كيلو متر شرقا، وعن مدينة مهد الذهب 180 كيلو متر شمالا شرقا، وعن مدينة عفيف 200 كيلو متر شمالا غربا وعن مدينة عقلة الصقور 180 كيلو متر جنوبا، ويقع المركز في أقصى الحد الشرقي من حدود منطقة المدينة المنورة والقرى المحيطة بها من جهة الشرق والجنوب الشرقي تتبع لمنطقة الرياض، ومن جهة الشرق والشمال الشرقي تتبع لمنطقة القصيم

## المساحة
تبلغ مساحته (6,588كم2)، وتمثل 26,50% من مساحة المحافظة، ويأتي في المرتبة الأولى من حيث المساحة

## السكان
يبلغ عدد سكانه (8,211) نسمة.
وهم ميمون من قبيلة بني عبد الله  من مطير

## تاريخ الحسو
ويذكر أن سبب إطلاق اسم حسو عليا يعود إلى :
حسو تعني كثرة المياه وخاصه المياه الجوفية، حيث تشتهر المنطقة بـ وفرة الابار وكثرة المياه، وكثرة الأمطار والعليا المقصود بها المكان المرتفع
تتناقل بعض الروايات الأدبية القديمة بعض الأسباب والمعطيات غير المؤكدّة في نسبة اسم عليا بأسباب أخرى، مثل مقتل عليا الهلالية في تلك المنطقة ودفنها هناك، وبعد مقتلها توافقت هجرة الهلاليون الشهيرة إلى شمال أفريقيا مع هجرة سكان تلك القرية الصغيرة أو تلك البادية عنها، إلا أن جميع ما ذُكر يبقى في محيط التأويل غير المنطقي والذي لا يستند على أدلّة وتبقى ضمن الروايات غير الحقيقية.
وتُعتبر الحُسو العليا بمثابة مدرسة للفرسان والقناصيين على مدار التاريخ، وذلك يعود لأسباب البيئة المحيطة التي أرغمت سُكان تلك المنطقة على إتخاذ ذلك الأسلوب في العيش، فـ تتمتع تلك المنطقة بـ كثرة المناطق التي تُعد من أجمل مناطق الصيد، ومن أكثر الحيوانات البرية الغزلان والمها والحباري والارانب والضباع والذئاب والماشية بمختلف أنواعها، وعُرفت تلك المنطقة على مدار التاريخ حدوث المعارك والغزوات ما بين المناطق المتواجدة المتجاورة في ذلك الوقت، ومعارك اهالي المنطقة مع الشريف.

## أسس الحسو
تأسست الحسو بعدما انتقل بعض أبناء البادية من الصحراء القريبة من الحسو إلى الحسو وبنو فيها البيوت
الطينيه والتي إلى الآن موجوده.

## وصلات خارجية
- اضغط هنا لترى الموقع من الأقمار الصناعية